# جلجيليا
جلجيليا هي قرية فلسطينية تقع في محافظة رام الله والبيرة في شمال الضفة الغربية،على بعد 27 كم شمال محافظة رام الله والبيرة، وترتفع عن سطح البحر حوالي 750 م. يميز قرية جلجليا البنيان الرائع والجميل ويوجد في قرية جلجليا مسجد يقع في وسط البلدة القديمة، يؤم قرية جلجليا سكان جدد يأتون من المهجر لقضاء العطلة الصيفية. يوجد في القرية نبع من الماء يسمى بنبع سلعة، وهو يمتاز بعذوبة مائه، وجمال منظره. تشتهر بالعنب والتين والزيتون، تقرب مساحتها من 20000 دونم. يحدها من الشرق المزرعة الشرقية، ومن الشرق والشمال سنجل، ومن الشمال والغرب والجنوب عبوين، ومن الجنوب سلواد.
عدد السكان فيها لا يتجاوز 1000 شخص بسبب الهجرة إلى الولايات المتحدة والبرازيل، اما عدد سكانها في المهجر فهو يتجاوز أكثر من 4000 شخص، ويعمل سكانها في العديد من الأعمال، -ونظرا لعيشهم في المهجر- فإن أعمالهم أغلبها تكون تجارية كامتلاكهم سوبر ماركتات ومحلات تجارية.

## العائلات
العائلات الموجودة في هذه القرية هي: ( قطوم, وعلي, وأسعد, وسالم, والأطرش, وقعدان ), ومعظم هذه العائلات جاءت زمن الدولة العثمانية.

## تاريخها
تم العثور في القرية على قطع فخارية من العصر الحديدي الثاني، الروماني، البيزنطي، البيزنطي / الأموي، والصليبي / الأيوبي.

#### العصر العثماني
تم دمج القرية في الإمبراطورية العثمانية في عام 1517 مع كل فلسطين ، وفي عام 1596 ظهرت في سجلات الضرائب العثمانية باسم جنجلية ، كونها في ناحية القدس، وهي جزء من لواء القدس. كان عدد سكانها 8 أسر، جميعهم مسلمون . كان القرويون يدفعون معدل ضريبة ثابت بنسبة 33.3٪ على المنتجات الزراعية المختلفة، بما في ذلك القمح والشعير والمحاصيل الصيفية وأشجار الزيتون وكروم العنب وأشجار الفاكهة والماعز و/أو خلايا النحل، بالإضافة إلى "الإيرادات العرضية"؛ بإجمالي 2600 آقجة .  وقد تم العثور هنا أيضًا على قطع فخارية من العصر العثماني المبكر. 
في عام 1838 لاحظ إدوارد روبنسون جيلجيليا أثناء رحلاته في المنطقة، وربطها بجلجال القديمة. وأشار أيضًا إلى أنها قرية إسلامية تقع في قضاء بني زيد شمال القدس.
في عام 1870 وجد فيكتور جورين أن جيلجيليا بها 200 نسمة، بينما أحصت قائمة قرية عثمانية من نفس العام تقريبًا 14 منزلًا وسكانًا يبلغ عددهم 49، على الرغم من أن تعداد السكان شمل الرجال فقط.
في عام ١٨٨٢، وصف مسح فلسطين الغربية الذي أجرته مؤسسة أبحاث فلسطين ( PEF ) قرية جلجيليا بأنها: "قرية كبيرة على قمة تل مرتفع، وبها بئر إلى الجنوب، وبضعة أشجار زيتون. والتلال أرض صالحة للزراعة".
في عام 1896، قُدّر عدد سكان جيلجيليا بحوالي 138 شخصًا.

#### عصر الإنتداب البريطاني
في تعداد فلسطين عام 1922 الذي أجرته سلطات الانتداب البريطاني، بلغ عدد سكان جلجلية 162 مسلمًا، وارتفع في تعداد عام 1931 إلى 212 مسلمًا، في 47 منزلًا.
وفي إحصاءات عام 1945م بلغ عدد السكان 280 مسلماً، بينما بلغت المساحة الإجمالية للأرض 7283 دونماً، وذلك وفقاً لمسح رسمي للأراضي والسكان. ومن بين هذه الأراضي، كانت 1,897 من المزارع والأراضي القابلة للري، و1,940 من الحبوب، في حين تم تصنيف 16 دونمًا كمناطق مبنية (حضرية).

#### الحكم الأردني
في أعقاب الاحتلال الإسرائيلي عام 1948. بعد اتفاقيات الهدنة عام 1949، أصبحت جلجيليا تحت الحكم الأردني. تم ضمها إلى الأردن في عام 1950. وجد تعداد السكان الأردني لعام 1961 أن عدد سكان جلجيليا بلغ 490 نسمة. 

#### ما بعد عام 1967
منذ حرب الأيام الستة عام 1967، أصبحت جلجيليا تحت الاحتلال الإسرائيلي. بعد اتفاقيات عام 1995، تم تصنيف 99.3% من أراضي القرية كمنطقة أ، بينما تم تصنيف 0.7% المتبقية كمنطقة ب.